# Cal Baviera
Cal Baviera és un edifici modernista i noucentista del municipi de Martorell (Baix Llobregat) que forma part de l'Inventari del Patrimoni Arquitectònic de Catalunya.

## Descripció
És un edifici destinat a magatzem de vi, construït el 1925. És fet amb maó i arrebossat i amb decoració de ceràmica a les finestres i porta. És d'estructura totalment simètrica.

## Història
El primer terç del segle XX és per Martorell el de més esplendor de les indústries dedicades a l'elaboració de vi. Són d'aquest període la major part dels magatzems i d'altres construccions destinades a aquesta indústria. La seva situació, al barri de Can Carreres s'explica per la proximitat de les estacions de ferrocarril.